# Negazione plausibile
La negazione plausibile o negabilità plausibile (in inglese plausible deniability) è la possibilità di dichiararsi formalmente estranei a qualsivoglia fattispecie deprecabile commessa da terzi dei quali si abbia responsabilità o comando diretto, o di dichiararsi in buona fede estranei a fatti illeciti che siano stati favoriti in tutto o in parte con propri comportamenti od omissioni.

## Evoluzione storica del concetto
Venne utilizzata per la prima volta negli USA per indicare la garanzia ad alti membri del governo degli Stati Uniti, incluso il Presidente, di poter affermare in buona fede all'opinione pubblica la propria estraneità ad atti commessi da funzionari governativi che avrebbero potuto mettere in grave imbarazzo politico l'amministrazione.

## Descrizione
Normalmente la negazione plausibile è una misura di salvaguardia verso incaricati pubblici cui vengono taciuti intenzionalmente attività o particolari aspetti di esse - che potrebbero avere risvolti negativi in chiave per esempio politica, di immagine, o perfino penale - svolti da persone a questi sottoposte, al fine di preservare la sua buona fede nel momento in cui dovesse essere costretto in qualsiasi sede a dichiarare di essere ignaro dei fatti oggetto di inchiesta giornalistica o giudiziaria.
In tali casi, infatti, il responsabile di un ufficio o il titolare di una catena di comando può legittimamente dichiarare la propria estraneità a qualsiasi fattispecie contestata e separare le proprie responsabilità da quelle di sottoposti.

## Nei vari contesti

### Bellico e politico
In caso di assassinii, covert operations di varia natura, o di ogni altra attività che susciterebbe il verosimile biasimo dell'opinione pubblica in caso di notorietà, le autorità altolocate possono negare ogni legame o consapevolezza verso tali atti, o verso gli autori materiali dei medesimi.
Nella politica e nello spionaggio la negabilità è riferita alla possibilità per un potente "burattinaio" di evitare l'eventuale "contraccolpo" di popolarità (discredito), in caso di scoperta dell'operazione clandestina, mediante la pianificazione/delega segreta di un'azione che dev'essere compiuta nel suo interesse da una terza parte — apparentemente non riconducibile al "burattinaio" in questione.
Più in generale si parla di negabilità plausibile anche in ogni caso in cui un atto lasci poca o nessuna prova dell'azione illegittima o abuso compiuti. Ne sono esempi l'uso di scariche elettriche, waterboarding o leve articolari/strangolamenti, eccetera come mezzo di tortura o punizione, che lasciano scarse tracce (o addirittura nessuna) dell'abuso praticato.

### Sicurezza informatica
Meglio noto come crittografia negabile, o crittografia ripudiabile, è l'uso di sistemi crittografici che consentono ad un utente, qualora gli venga estorta la password di un archivio cifrato, di negare l'esistenza dell'archivio stesso.
Di solito, questa tecnologia viene confusa con la steganografia il cui obiettivo è tenere nascosta l'esistenza del dato.
La crittografia negabile viene utilizzata in due ambiti: negazione d'esistenza e ripudiabilità di creazione.

#### Negazione d'esistenza
Per proteggere gli utilizzatori di filesystem cifrati da attacchi basati sulla tortura, il software FreeOTFE crea volumi cifrati in due modalità: utilizzando un file dedicato all'interno del filesystem o utilizzando dello spazio non inizializzato all'interno di un disco.
La prima modalità è analoga ad altri tipi di filesystem cifrati: loop-aes, dm-crypt, filevault. L'utente decide di creare un disco cifrato di una certa dimensione, questa dimensione viene allocata in un file su filesystem. Il file è cifrato, e il software di cifratura decifra il file come se fosse un disco fisico. In questo modo l'utente può accedere al filesystem solo quando il software viene sbloccato da password.
La seconda modalità non utilizza un file allocato, ma dello spazio non allocato sul disco. A un'analisi statistica dei dati contenuti nei settori non utilizzati risulterà una porzione di dati cifrati, il che permette all'analista di intuire la presenza di un disco cifrato nascosto.
Quando un disco cifrato viene inizializzato, gli spazi non utilizzati vengono riempiti di dati random, così un utente potrà creare un disco cifrato sul proprio filesystem utilizzando un file allocato, mettere dei dati, e nello spazio non utilizzato creare un disco nascosto. In questo modo, un'analisi dei settori non utilizzati all'interno del disco cifrato non darà alcun risultato differente da quello aspettato, perché le proprietà statistiche di un file cifrato e di dati random sono pari. 
L'utente gode di negazione plausibile nei confronti di chi, una volta chiesta (e ottenuta dall'utente) la password necessaria per accedere al primo filesystem, non potrà dire con certezza che altri dati sono cifrati nei settori nascosti. Si sarà acceduto ai dati inseriti nel primo filesystem.

#### Ripudiabilità di creazione
Questo tipo di protezione è stato implementato da OTR (Off The Records), riferito alla terminologia giornalistica. OTR è un protocollo di cifratura per Instant Messaging: una volta scambiata la chiave tra i due utenti, che possono autenticarsi reciprocamente, i dati non sono più firmati digitalmente. In questo modo, si può comunicare con riservatezza, e, nel caso l'attaccante dovesse decifrare il contenuto dei messaggi, l'autore potrebbe sostenere di non essere stato lui a produrli, ma un terzo in possesso della chiave.